# Stachyarrhena oellgardii
Stachyarrhena oellgardii är en måreväxtart som beskrevs av Bengt Lennart Andersson. Stachyarrhena oellgardii ingår i släktet Stachyarrhena och familjen måreväxter.
Artens utbredningsområde är Ecuador. Inga underarter finns listade i Catalogue of Life.